# سلطان (لیبی)
سلطان یک منطقهٔ مسکونی در لیبی است که در برقه واقع شده‌است.